# Circuito Guadiana
Le Circuito Guadiana est une course cycliste disputée autour du fleuve Guadiana en Espagne. Elle inaugure le calendrier de la Coupe d'Espagne amateurs depuis 2007.
Le Circuit comporte également des épreuves pour les coureurs de catégorie junior (moins de 19 ans) et master.

## Parcours
La course se tient sur une boucle de 41 kilomètres à parcourir quatre fois (deux tours seulement pour les coureurs masters et juniors). Elle débute à Don Benito en Estrémadure et traverse les localités de La Haba, Magacela et Villanueva de la Serena, autour du fleuve Guadiana. Disputée sur un parcours relativement plat, elle comporte néanmoins une difficulté majeure : l'Alto de Magacela, une ascension d'un peu moins de deux kilomètres à 11 % de pente moyenne située vers le milieu du circuit.

## Palmarès depuis 2003

### Élites/Espoirs
| Année | Vainqueur                | Deuxième                | Troisième                |
| ----- | ------------------------ | ----------------------- | ------------------------ |
| 2003  | Fernando Fernández       |                         |                          |
| 2004  | Francisco Morales        | José Antonio Arroyo     |                          |
| 2005  | Francisco Terciado       | David Rodríguez Sánchez | Diego Rodríguez Campos   |
| 2006  | Fabio Gela               | Iván Alberdi            | David Cristiano          |
| 2007  | Pedro José Vera          | José Antonio Rodríguez  | Sergio Casanova          |
| 2008  | Rafael Valls             | David Vitoria           | Antonio Olmo             |
| 2009  | Daniel Ania              | Jorge Martín Montenegro | Ángel S. Sánchez         |
| 2010  | Vicente García de Mateos | Salvador Guardiola      | Raúl Alarcón             |
| 2011  | Vicente García de Mateos | Jesús Ezquerra          | Francesco Moreno         |
| 2012  | Rubén Fernández          | Andrés Sánchez Vives    | Fernando Reche           |
| 2013  | Vadim Zhuravlev          | Daniel Sánchez          | Imanol Estévez           |
| 2014  | Andrés Sánchez Vives     | Antton Ibarguren        | Vadim Zhuravlev          |
| 2015  | Antonio Angulo           | Egoitz Fernández        | Daniel Sánchez           |
| 2016  | Egoitz Fernández         | Jon Irisarri            | Miguel Ángel Ballesteros |
| 2017  | Gonzalo Serrano          | Alexander Grigoriev     | Antonio Jesús Soto       |
| 2018  | Savva Novikov            | Urko Berrade            | Gerard Armillas          |
| 2019  | Gerard Armillas          | Ángel Fuentes           | Joel Nicolau             |
| 2020  | Mauricio Moreira         | Álex Martín             | Jordi López              |
| 2021  | Rodrigo Álvarez          | Thomas Silva            | Joan Martí Bennassar     |
| 2022  | Gleb Syritsa             | Andrea Pietrobon        | Charlie Beake            |
| 2023  | Ilia Schegolkov          | Ricardo Zurita          | Sergi Darder             |
| 2024  | Vojtěch Kmínek           | Javier Ibáñez           | Francesc Bennassar       |
| 2025  | José María Martín Muñoz  | César Pérez López       | Fabrizio Crozzolo        |

### Juniors
| Année | Vainqueur             | Deuxième              | Troisième              |
| ----- | --------------------- | --------------------- | ---------------------- |
| 2007  | Román Osuna           |                       |                        |
| 2008  | Amaro Antunes         | Pablo Lechuga         | Jesús Quintanilla      |
| 2009  | ?                     | ?                     | ?                      |
| 2010  | Francisco García Rus  | Joaquín Torres        | Carlos Antón Jiménez   |
| 2011  | Joaquín Torres        | Francisco José Medina | Carlos García Sampedro |
| 2012  | Cristian Torres       | Juan José Tamayo      | Juan José Martínez     |
| 2013  | Xavier Pastallé       | Cristian Torres       | Jaume Sureda           |
| 2014  | David Laguna          | Fernando Barceló      | Javier Fuentes         |
| 2015  | Charlie Quarterman    | Raúl Rico             | Juan Pedro López       |
| 2016  | Charlie Quarterman    | Daniel Viegas         | Tomeu Gelabert         |
| 2017  | Mark Donovan          | Guillermo García      | Daniel Coombe          |
| 2018  | Carlos Rodríguez      | Mateu Gamundi         | Miquel López           |
| 2019  | Juan José Rosal       | Pablo Gutiérrez       | Javier Serrano         |
| 2020  | Juan Ayuso            | Juan Marín Rocamora   | Jorge Gutiérrez        |
| 2021  | Miguel Ángel Molina   | Miguel Ramos          | Hugo Aguilar           |
| 2022  | Pablo Lospitao        | Daniel Cepa           | Pedro Cámara           |
| 2023  | Facundo Ambrossi      | Alex Grau             | Alejandro Abril        |
| 2024  | Enrique Maranchón     | Juan José López       | Tomás Pombo            |
| 2025  | Rostislav Novolodskii | Denis Svilovskii      | Lucas Strahodinsky     |